# 布卢艾兰
布卢艾兰是一個位於美國伊利諾伊州庫克縣的城市。

## 地理
布卢艾兰的座標為41°39′26″N 87°40′48″W / 41.65722°N 87.68000°W，而該地的平均海拔高度為195米（即640英尺）。

## 人口
根據2010年美國人口普查的數據，布卢艾兰的面積為10.77平方千米，當中陸地面積為10.54平方千米，而水域面積為0.23平方千米。當地共有人口23706人，而人口密度為每平方千米2,201.11人。